# Cnemaspis sundara
Cnemaspis sundara — вид ящірок з родини геконових (Gekkonidae). Описаний у 2023 році.

## Поширення
Ендемік Індії. Відомий лишу у типовому місцезнаходженні — селище Меккарай у талуку Сенготтай в окрузі Тенкасі у штаті Тамілнад. Типовий зразок зібраний на скелі на висоті 384 м над рівнем моря.